# Thomas Jefferson y los nativos americanos
Thomas Jefferson creía que los pueblos nativos estadounidenses eran una raza noble que eran «en cuerpo y mente iguales al hombre blanco» y estaban dotados de un sentido moral innato y una marcada capacidad de razón. Sin embargo, creía que los nativos estadounidenses eran cultural y tecnológicamente inferiores.
Jefferson nunca eliminó a ningún nativo americano. Sin embargo, en cartas privadas sugirió varias ideas para trasladar a las tribus de los enclaves del este a sus propias nuevas tierras en tierras al oeste del Misisipi. La remoción de indios fue aprobada por el Congreso en 1831, mucho después de su muerte. Antes y durante su presidencia, Jefferson discutió la necesidad de respeto, hermandad y comercio con los nativos americanos. Jefferson sostuvo que los indios tenían tierra «de sobra» y, pensó, la cambiarían de buen grado por suministros garantizados de alimentos y equipo.

## Punto de vista de Jefferson sobre los nativos estadounidenses
Jefferson estaba fascinado con las culturas y los idiomas indios. Su casa en Monticello estaba llena de artefactos indios obtenidos de la expedición de Lewis y Clark. Recopiló información sobre el vocabulario y la gramática de las lenguas indias.

## Aculturación y asimilación
A Andrew Jackson a menudo se le atribuye el inicio de la expulsión de indios, porque el congreso aprobó la Ley de expulsión de indios en 1831, durante su presidencia, y también por su participación personal en la expulsión por la fuerza de muchas tribus indias orientales. El surgimiento de Napoleón en Europa, y el rumor de una posible transferencia del Territorio de Luisiana del imperio español al francés más agresivo, fue motivo de consternación entre algunas personas en la república estadounidense. Jefferson abogó por la militarización de la frontera occidental, a lo largo del río Misisipi. Sintió que la mejor manera de lograr esto era inundar el área con una gran población de asentamientos blancos.
Aún recuperándose de la guerra de Independencia de los Estados Unidos, el gobierno federal de los Estados Unidos no pudo arriesgarse a iniciar un amplio conflicto con las poderosas tribus que rodeaban sus fronteras. Les preocupaba que esto provocara una guerra india más amplia, en la que quizás Gran Bretaña, Francia o España se unieran a los indios. En sus instrucciones a Meriwether Lewis, Jefferson enfatizó la necesidad de tratar a todas las tribus indígenas de la manera más conciliadora.
Jefferson quería expandir sus fronteras a los territorios indios, sin provocar una guerra en toda regla. El plan original de Jefferson era convencer a los pueblos nativos para que adoptaran la cultura europea occidental. En una carta privada de 1803 a William Henry Harrison, Jefferson escribió:
Para promover esta disposición para intercambiar tierras, que tienen de sobra y que queremos, por las necesidades, que tenemos de sobra y ellos quieren, impulsaremos nuestros usos comerciales y nos alegraremos de ver a los individuos buenos e influyentes entre ellos comerciar. De esta manera, nuestros asentamientos se circunscribirán gradualmente y se acercarán a los indios, y con el tiempo se incorporarán a nosotros como ciudadanos de los Estados Unidos o se trasladarán más allá del Misisipi. El primero es sin duda el final de su historia más feliz para ellos; pero, en todo el curso de esto, es esencial cultivar su amor.

## Otras lecturas
- Ostler, Jeffrey (2004). The Plains Sioux and U.S. colonialism from Lewis and Clark to Wounded Knee. Cambridge University Press. ISBN 9780521605908.

- Datos: Q7791292